# Список переименованных населённых пунктов Орловской области
В данном списке приведены населённые пункты, расположенные согласно современному административно-территориальному делению в Орловской области России, название которых изменялось.

## А
- Александро-Гнидовка → Александровка (сельский населённый пункт)[1]

## Б
- Дуровка → Большегорье (сельский населённый пункт)[1]

## В
- Собакино → Володарская (сельский населённый пункт)[1]
- Беднота → Восток (сельский населённый пункт)[1]
- Бедный → Восход (сельский населённый пункт)[1]

## Г
- Безобразовка → Горки (сельский населённый пункт)[1]
- Грачевка-Кобылинка → Грачевка (сельский населённый пункт)[1]

## Д
- Дмитриевка → Дмитровск (1782, город) → Дмитровск-Орловский (1929) → Дмитровск (2005)[2]
- Бутылки → Добрый (сельский населённый пункт)[1]
- Волчьи Дворы → Дружба (сельский населённый пункт)[1]
- Дуровка → Дубровка (сельский населённый пункт)[1]

## З
- Хрыки → Заречная (сельский населённый пункт)[1]
- Погибелка → Залесная (сельский населённый пункт)[1]

## К
- Огрызовка → Калинец (сельский населённый пункт)[1]
- Луплено → Калинино (сельский населённый пункт)[1]
- Лягушевка → Каменка (сельский населённый пункт)[1]
- Невольево → Ключевая (сельский населённый пункт)[1]
- Котомка → Красногорская (сельский населённый пункт)[1]

## Л
- Разуваевка → Лесная (сельский населённый пункт)[1]
- Гнидовка → Логовая (сельский населённый пункт)[1]
- Мертвая → Луговая (сельский населённый пункт)[1]

## М
- Пустобяка → Малиновка (сельский населённый пункт)[1]
- Долголаптевка → Мирный (сельский населённый пункт)[1]
- Несчастная Михайловка → Михайловка (сельский населённый пункт)[1]

## Н
- Хряковка-Лопата → Нагорная (сельский населённый пункт)[1]
- Дурневка → Новая Жизнь (сельский населённый пункт)[1]
- Большая Дураковка → Новоселово (сельский населённый пункт)[1]

## О
- Малая Дураковка → Овражная (сельский населённый пункт)[1]
- Самодуровка-Корытовка → Ольшанка (сельский населённый пункт)[1]
- Разуваевка → Осинки (сельский населённый пункт)[1]
- Разуваевка → Отрадный (сельский населённый пункт)[1]

## П
- Парная → Первомайское (сельский населённый пункт)[3]

## Р
- Кобылинская → Ракитная (сельский населённый пункт)[1]
- Верхне Кобылье → Родники (сельский населённый пункт)[1]

## С
- Подкабак → Садовая (сельский населённый пункт)[1]
- Ворошиловский → Советский (посёлок, 1958)[4]
- Подкабак → Сосенский (сельский населённый пункт)[1]

## Т
- Волчье → Тим (сельский населённый пункт)[1]

## Ю
- Беднота → Южный (сельский населённый пункт)[1]

## Источник
- Г. П. Смолицкая. Топонимический словарь Центральной России. — Москва: Армада-пресс, 2002. — 416 с.
- Е. М. Поспелов. Имена городов: вчера и сегодня (1917—1992): Топонимический словарь. — Москва: Русские словари, 1993. — 249 с.